# عزلة جبل عميقة (إب)

تعديل مصدري - تعديل

عزلة جبل عميقة هي إحدى عزل مديرية حبيش في محافظة إب اليمنية ويبلغ تعداد سكانها 7069 نسمة حسب التعداد السكاني في اليمن لعام 2004.

## روابط خارجية
- الجهاز المركزي للإحصاء بالجمهورية اليمنية
- المركز الوطني للمعلومات باليمن
- الدليل الشامل